# Exilul și împărăția
Exilul și împărăția (în franceză L'Exil et le royaume) este o colecție de șase povestiri ale scriitorului  franco-algerian Albert Camus, publicată în 1957. 
Aceste lucrări de ficțiune acoperă întreaga varietate a existențialismului sau absurdismului, așa cum Camus însuși a insistat să i se numească ideile sale filozofice. Cea mai clară manifestare a idealurilor lui Camus poate fi găsită în povestirea "Piatra care crește". Această povestire îl are în centrul său pe D'Arrast, care poate fi văzut ca un erou pozitiv spre deosebire de Meursault din Străinul. El își modelează activ viața și se sacrifică cu scopul de a-și ajuta un prieten, în loc de a rămâne pasiv. Calitatea morală a acțiunilor sale este intensificată de faptul că D'Arrast are o perspectivă profundă față de absurditatea lumii, dar cu toate acestea acționează moral (spre deosebire de personajul principal din Ciuma).
Cele șase povestiri conținute în acest volum sunt:
- "Femeia adulteră" ("La Femme adultère")
- "Renegatul sau un spirit confuz" ("Le Renégat ou un esprit confus")
- "Cei muți" ("Les Muets")
- "Oaspetele" ("L'Hôte")
- "Jonas sau artistul la lucru" ("Jonas ou l’artiste au travail")
- "Piatra care crește" ("La Pierre qui pousse")

## Traduceri în limba română
- Exilul și împărăția (Editura pentru Literatură, București, 1968) - traducere de Irina Mavrodin
- Exilul și împărăția în vol. Străinul (Editura Hyperion, Chișinău, 1990) - traducere de Irina Mavrodin
- Exilul și împărăția în vol. Străinul; Ciuma; Căderea; Exilul și împărăția (Editura RAO, București, 1993, reeditat în 2002, 2006 și 2013) - traducere de Irina Mavrodin